# Wolfgang von Buddenbrock-Hettersdorff

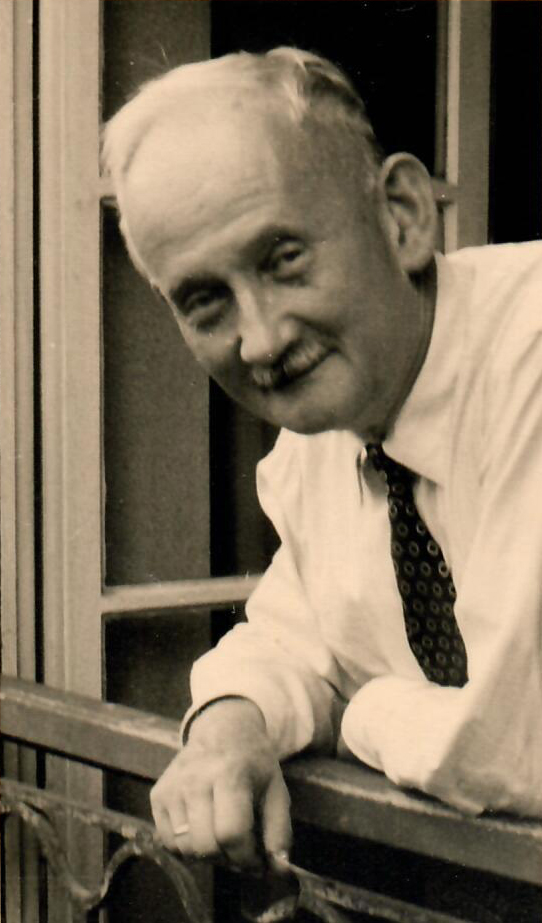
Wolfgang von Buddenbrock-Hettersdorff

Wolfgang Freiherr von Buddenbrock-Hettersdorff (* 25. März 1884 in Bischdorf bei Groß-Wartenberg in Schlesien; † 1. April 1964 in Mainz) war deutscher Zoologe und gilt als Begründer der Vergleichenden Physiologie.

## Leben
Die Familie von Buddenbrock stammte ursprünglich aus dem Baltikum, vereinigte sich im 19. Jahrhundert mit dem süddeutschen Geschlecht der Freiherrn von Hettersdorf und war dann in Schlesien ansässig. Wolfgang von Buddenbrock-Hettersdorff wurde 1884 als Sohn des Landwirts Richard Alfred Otto Freiherr von Buddenbrock-Hettersdorff und seiner zweiten Ehefrau Elisabeth von Herder geboren.
Wolfgang von Buddenbrock-Hettersdorff studierte Zoologie in Jena und wurde an der Heidelberg promoviert. Dort habilitierte er sich und erhielt 1920 eine außerordentliche Professur. Im selben Jahr wechselt er an das Zoologische Institut in Berlin. 1923 wurde er Ordinarius in Kiel und gleichzeitig Direktor des Zoologischen Instituts und Museums der Christian-Albrechts-Universität.
1936 wurde er unter dem Vorwurf, er habe die Staatsführung als „unsauber“ beschimpft, nach Halle/Saale zwangsversetzt.
1942 war Buddenbrock in Wien tätig und 1946 bis zu seiner Emeritierung in Mainz als Professor für vergleichende Physiologie.
Wolfgang von Buddenbrock war seit 1922 verheiratet mit Gertrud Paula von Rohr (* 1900). Mit ihr hatte er sechs Kinder: Wolf-Dietrich (1923–1923), Edelgard (1924–1980), Hellmut (1925–1944), Wilhelm-Dietrich (1927–1945), Felizitas (1928–2023) und Elisabeth (1932–2022).

## Ehrungen
Im Jahr 1936 wurde er zum Mitglied der Deutschen Akademie der Naturforscher Leopoldina gewählt.
Die Leopoldina verlieh ihm im Jahre 1964 die Cothenius-Medaille.

## Schriften (Auswahl)
- Grundriß der vergleichenden Physiologie. 3 Bände. Borntraeger, Berlin 1924–1928;
  - Band 1: Sinnesorgane und Nervensystem. 1924;
  - Band 2: Atmung, Effektoren. 1925;
  - Band 3: Ernährung, innere Sekretion, Exkretion, Blutkreislauf. 1928.
- Bilder aus der Geschichte der biologischen Grundprobleme. Borntraeger, Berlin 1930, (2., unveränderte Auflage, als: Biologische Grundprobleme und ihre Meister. Naturwissenschaftlicher Verlag, Berlin-Nikolassee 1951).
- Die Welt der Sinne. Eine gemeinverständliche Einführung in die Sinnesphysiologie (= Verständliche Wissenschaft. 19, ISSN 0083-5846). Springer, Berlin 1932.
- Vom Farbensinn der Tiere (= Kosmos-Bändchen. 193). Franckh, Stuttgart 1952.